# 「華」〜HANA〜Slowly but surely
『「華」〜HANA〜Slowly but surely』（はな スローリー・バット・シュアリー）は、小林恵（現：meg）のデビューアルバム。CDコードはSRCL-3504。

## 収録曲
1. ZAP! ZAP! ZAP!
2. 「じゃない。」
3. COPYCAT
4. 恋は胸に咲き乱れ
5. A WA WA
6. 元気になぁれ
7. 泣いていいよね
8. Door
9. （DAISUKI）2
10. 永遠に逢いたい